# In den beginne (roman)
In den beginne (Engels:In the Beginning) is een psychologische roman, geschreven door de Amerikaanse schrijver Chaim Potok en gepubliceerd in 1975.

## Titel
De beginzin luidt: Alle begin is moeilijk.
Het beschrijft hoe een hoogbegaafd jongetje, David Lurie, opgroeit, Hebreeuws en Engels leert lezen, gefascineerd raakt door de Bijbelwetenschappen, en besluit die te gaan studeren; en alle obstakels die het daarbij tegenkomt: gezondheidsproblemen, antisemitisme, depressie van zijn vader na de crisis en van zijn moeder na de Tweede Wereldoorlog en het onbegrip van zijn familie.
De titel is ontleend aan de eerste woorden van de Bijbel: In den beginne schiep God de hemel en de aarde.

## Plaats en tijd
Het verhaal speelt zich af in New York. Gebeurtenissen in het verleden, het eind van de Eerste Wereldoorlog in Polen spelen echter een grote rol. De steden die genoemd worden, Lvov = (Lemberg)) en Bobrek horen sinds de Tweede Wereldoorlog bij Oekraïne). Alleen het allerlaatste hoofdstuk speelt bij het monument Bergen-Belsen.
Het boek speelt zich af in de jaren dertig en veertig van de twintigste eeuw, de crisis en van de opkomst van het nazisme staan centraal, tot de teloorgang daarvan in 1945.
Het verhaal wordt verteld in de ik-persoon vanuit het perspectief van de hoofdpersoon, Davey.

## Belangrijkste personages
- (Davy) David Lurie; hoofdpersoon.
- Max Lurie; zijn vader. Was officier in het Poolse leger; richtte met zijn mannen een geheime organisatie op, "Am Kedoshim" om joden te beschermen en naar Amerika te doen emigreren. Vestigt zich daar als makelaar en weet alle leden naar de VS te krijgen, maar niet de familie van hem en zijn vrouw, die uiteindelijk in Polen willen blijven. Na de beurskrach is hij een tijd lang zwaar depressief, maar begint daarna een horlogewinkel. Wordt politiek actief in het revisionistische zionisme.
- Ruth Lurie: moeder van Davey. Probeert tevergeefs haar familie te bewegen van Bobrek naar New York te verhuizen. Schrijft wekelijks brieven aan haar ouders.
- Meijer Lurie: Broer van Max. Advocaat; medewerker van Max bij diens politieke activiteiten.
- Alex Lurie: Broer van Davey. Lijkt meer op Max dan Davey, die meer op zijn overleden oom David lijkt.
- Saul Lurie: zoon van Meijer; is enkele jaren ouder dan Davey.
- David Lurie; Broer van Max. David is al dood aan het begin van het boek, maar speelt een grote rol. David was getrouwd met de moeder van Davey; hij werd vermoord bij een pogrom. Davey lijkt sprekend op hem, met name zijn beiden hoogbegaafd en altijd aan het lezen.

In feite is het huwelijk van Max met Ruth een leviraatshuwelijk; bedoeld om de naam van David voort te zetten.
- Meneer Shmuel Bader: medewerker van de zionistische organisatie. Geeft Davey privé Bijbellessen en Hebreeuws.
- Yaakov Bader: neef van de heer Bader; klasgenoot van Davey; klasgenoot; komt voor hem op.
- Dokter
- Mevrouw Horowitz: Bijgelovige buurvrouw, denkt dat de boeken die ze Davey nalaat, bezweringen bevatten, maar dat blijkt anders te zijn.
- Edwin Kulanski; christelijk jongetje van Poolse komaf, antisemiet.

## Inhoud
Als klein jongetje is Davey vaak ziek. Hij blijkt bijzonder begaafd, leert zichzelf Hebreeuws en Engels lezen, maar is niet opgewassen tegen het gemene antisemitisme van buurkinderen. 
Zijn vader is succesvol met zijn genootschap Am Kekdoshim waarmee hij tientallen Joden helpt emigreren naar Amerika. Op de basisschool blijkt David zijn klasgenoten ver vooruit te zijn en slaat hij een klas over. Van de bijgelovige buurvrouw, mw Horowitz, erft hij Duitse boeken, waar hij niets mee kan.
Als blijkt dat het Am Kedoshim-genootschap failliet gaat door de crisis, raakt zijn vader in een diepe depressie. Wanneer hij hier uitkomt, begint hij een horlogezaak en komt in de zionistische politiek terecht; in de scherpe stroming (het revisionisme) van Jabotinski. David ontdekt inmiddels, onder meer in de boeken van mw Horowitz, een andere, wetenschappelijke manier van Bijbelstudie, en veroorzaakt daar onrust mee bij zijn familie en op school. Als zijn neus geopereerd wordt, blijft zijn ziekte weg. Als er eindelijk een eind komt aan de Tweede Wereldoorlog blijkt de hele Poolse familie in Bergen-Belsen te zijn overleden. Vader Max is actief in de Zionistische politiek, David besluit de aanvallen op de Jiddiskeit op een andere manier te bestrijden, en gaat daarom na de opleiding tot rabbijn theologie te studeren.

## Slot
Als hij voor het boek over Genesis dat hij aan het schrijven is, Duitsland bezoekt, komt hij, bij een bezoek aan de herinneringsplaats van Bergen-Belsen, in een visioen zijn vader, oom Meyer en zijn overleden oom David tegen. Oom David bedankt zijn broer Max voor de opvoeding van Davey: die brengt mijn naam opnieuw tot leven.
Ik deed mijn ogen open en zag dat ik alleen was. Een tijdje later reciteerde ik de kaddiesj voor mijn overleden familieleden. Toen wandelde ik tussen de graven door terug naar de auto en reed weg.

## Uitgave en Nederlandse vertaling
- 1975, In the Beginning, Knopf, NY, 1987 vv
- 1987 In den beginne, BZZTÔH, 's Gravenhage 1987, 1990,1993, 1993,1994,1998;

Nederlandse vertaling door Peter Sollet en Jeanette Bos.